# Marshall Reed
Marshall Reed est un acteur américain, né le 28 mai 1917 à Englewood, Colorado (États-Unis), mort le 15 avril 1980 à Los Angeles (Californie).

## Filmographie

### comme acteur
- 1943 : Bordertown Gun Fighters (en) d'Howard Bretherton : Townsman
- 1943 : Silver Spurs (en) de Joseph Kane : Lodge Patron
- 1943 : Black Hills Express (en) de John English: Clerk Joe
- 1943 : Wagon Tracks West (en) d'Howard Bretherton : Townsman
- 1943 : Death Valley Manhunt (en) de John English : Oil Driller
- 1943 : The Texas Kid (en) de Lambert Hillyer : MacLaine, aka The Texas Kid
- 1943 : Un nommé Joe (A Guy Named Joe) de   Victor Fleming : Flyer
- 1944 : Beneath Western Skies (en) de Spencer Bennet : Henchman
- 1944 : Mojave Firebrand (en) de Spencer Bennet : Henchman Nate Bigelow
- 1944 : Partners of the Trail de Wallace Fox : Henchman Clint Baker
- 1944 : The Laramie Trail (en) de John English : Bud
- 1944 : Law Men (en) de  Lambert Hillyer : Henchman Killifer
- 1944 : Tucson Raiders (en) de Spencer Bennet : Deputy
- 1944 : The Tiger Woman (en) : Foster
- 1944 : Range Law (en) : Jim Bowen
- 1944 : Marshal of Reno (en) de  Wallace Grissell : Henchman
- 1944 : Song of Nevada (en) de  Joseph Kane : Cowhand
- 1944 : Haunted Harbor (en) de Spencer Bennet et Wallace Grissell : Tommy
- 1944 : Gangsters of the Frontier (en) d'Elmer Clifton : Rad Kern
- 1944 : My Buddy (en) de Steve Sekely : Second Detective
- 1944 : Law of the Valley (en) d'Howard Bretherton : Henchman Al Green
- 1944 : Zorro le vengeur masqué (Zorro's Black Whip) de   Spencer Bennet et Wallace Grissell
- 1944 : Ghost Guns (en) de Lambert Hillyer : Henchman Blackjack
- 1945 : Gunsmoke d'Howard Bretherton : Henchman Cyclone
- 1945 : La Cinquième chaise (en) (It's in the Bag!) de Richard Wallace : Hood in Car
- 1945 : The Chicago Kid (en) de  Frank McDonald : Man at Crash
- 1945 : Bandits of the Badlands (en) de  Thomas Carr : Ranger Marshall Reed
- 1946 : The Scarlet Horseman (en) de  Lewis D. Collins et Ray Taylor : Henchman Dan [Ch. 1]
- 1946 : Drifting Along (en)  de Derwin Abrahams : Henchman Slade Matthews
- 1946 : The Haunted Mine (en) de Derwin Abrahams : Henchman Blackie
- 1946 : West of the Alamo (en) d'Oliver Drake : Evicts the Jones'
- 1946 : In Old Sacramento (en) de Joseph Kane : Bud Barrett
- 1946 : Gentleman from Texas (en) de Lambert Hillyer : Henchman Duke Carter
- 1946 : Gentleman Joe Palooka (en) de Cy Endfield : Goon
- 1946 : Shadows on the Range (en) de Lambert Hillyer : Butch Bevans
- 1947 : Vengeurs du sud (en) (Raiders of the South) de  Lambert Hillyer : Raider Larry Mason
- 1947 : L'Ange et le Mauvais Garçon (Angel and the Badman) de James Edward Grant : Nelson (Quaker horseshoer)
- 1947 : West of Dodge City (it) de Ray Nazarro : Henchman
- 1947 : Trailing Danger (en) de Lambert Hillyer : Jim Holden, aka The Devil's Deputy
- 1947 : Yankee Fakir (en) de  W. Lee Wilder : Townsman
- 1947 : Homesteaders of Paradise Valley (en) de  R.G. Springsteen : Tim, homesteader on trail
- 1947 : Spoilers of the North (en) de Richard Sale : Fisherman
- 1947 : Land of the Lawless (en) de Lambert Hillyer : Henchman Yuma
- 1947 : Song of the Wasteland (en) de  Thomas Carr : Henchman Drake
- 1947 : Wyoming (en) de  Joseph Kane : Cowhand
- 1947 : Stage to Mesa City (en) de  Ray Taylor : Alan Baxter (Watson's Lawyer)
- 1947 : On the Old Spanish Trail (en) de  William Witney : Henchman Gus
- 1947 : Prairie Express (en) de Lambert Hillyer : Burke, Gang Leader
- 1947 : The Fighting Vigilantes (en) de  Ray Taylor : Henchman Chuck
- 1947 : Cheyenne Takes Over (en) de  Ray Taylor : Real Wayne Dawson / (2d role) Tall cabin henchman with narrow mustache
- 1947 : Les aventures de Brick Bradford (Brick Bradford) de  Spencer Bennet et Thomas Carr : Moon Soldier
- 1948 : Sundown Riders de Lambert Hillyer : Ranger Bob Casey
- 1948 : Song of the Drifter de Lambert Hillyer : Henchman Easy (Engineer Imposter)
- 1948 : Check Your Guns (en) de Ray Taylor : Hunt (hired gunman)
- 1948 : Tornado Range (en) de Ray Taylor : Sam Wilson
- 1948 : Tex Granger, Midnight Rider of the Plains (en) de Derwin Abrahams : Rancher
- 1948 : The Bold Frontiersman (en) de Philip Ford : Sam
- 1948 : Dangers of the Canadian Mounted (en) de  Fred C. Brannon et Yakima Canutt : Dave / R. C. Mounted Policeman Douglas / Williams / Jim
- 1948 : The Rangers Ride (en) de Derwin Abrahams : Police Captain Barton
- 1948 : Partners of the Sunset (en) de  Lambert Hillyer : Lead rustler
- 1948 : Frontier Agent (en) de Lambert Hillyer : Outlaw Sullivan
- 1948 : La légion des braves (en) (The Gallant Legion) de Joseph Kane : Bolling
- 1948 : Triggerman (en) d'Howard Bretherton : Henchman Moran
- 1948 : Back Trail (en) de  Christy Cabanne : Henchman Lacey
- 1948 : The Fighting Ranger (en) de  Lambert Hillyer : Hack Sinclair
- 1948 : Dead Man's Gold (en) de  Ray Taylor : Man on stagecoach
- 1948 : The Denver Kid (en) de Philip Ford : Henchman Sam
- 1948 : Mark of the Lash (en) de  Ray Taylor : Lance Taggart
- 1948 : Courtin' Trouble (en) de Ford Beebe : Henchman Cody
- 1948 : Renegades of Sonora (en) de R. G. Springsteen : Deputy
- 1948 : Hidden Danger (en) de  Ray Taylor : Terry Mason
- 1949 : Federal Agents vs. Underworld, Inc (en) de Fred C. Brannon : Det. O'Hara [Ch. 9]
- 1949 : Gun Runner de Lambert Hillyer: Riley
- 1949 : Challenge of the Range (it) de Ray Nazarro : Matson rider
- 1949 : Law of the West (en) de  Ray Taylor : Henchman Drago
- 1949 : Le Fantôme de Zorro (Ghost of Zorro) de Fred C. Brannon : Fowler
- 1949 : Panique sauvage au far-west (en) (Stampede) de Lesley Selander : Henchman Shives
- 1949 : Frontier Investigator (en) de Fred C. Brannon : Outlaw
- 1949 : West of El Dorado (en) de Ray Taylor : Henchman Barstow
- 1949 : Brand of Fear (en) d'Oliver Drake : Cal Derringer
- 1949 : The James Brothers of Missouri (en) de Fred C. Brannon : Cave Guard [Ch. 9]
- 1949 : Roaring Westward (en) d'Oliver Drake : Matthews
- 1949 : Western Renegades (en) de Wallace Fox : Frank
- 1949 : Navajo Trail Raiders (en) de  R. G. Springsteen : Jed
- 1949 : The Dalton Gang (en) Ford Beebe : Wounded Cowhand Joe, asked to pose as U.S. Marshal Larry West
- 1949 : Square Dance Jubilee (en) de  Paul Landres : Charlie Jordan
- 1949 : Riders of the Dusk (en) de Lambert Hillyer : Henchman Brad Bradshaw
- 1949 : Pioneer Marshal (en) de  Philip Ford : Marshal Jim
- 1949 : Cowboy and the Prizefighter (en) de Lewis D. Collins : Bart Osborne
- 1950 : Radar Secret Service (en) de Sam Newfield : First Bruiser
- 1950 : Over the Border (en) de  Wallace Fox : Bart Calhoun
- 1950 : J'étais une voleuse (I Was a Shoplifter) de Charles Lamont : Los Angeles Sheriff
- 1950 : Six Gun Mesa (en) de  Wallace Fox : Henchman Bull Bradley
- 1950 : The Invisible Monster (en) de Fred C. Brannon : Roadblock Cop [Chs.1, 7, 9]
- 1950 : Mississippi-Express (Rock Island Trail) de  Joseph Kane : Stagecoach passenger
- 1950 : The Savage Horde (en) de  Joseph Kane : Henchman Polk
- 1950 : Rider from Tucson (en) de  Lesley Selander : Henchman Jackson
- 1950 : Covered Wagon Raid (en) de  R. G. Springsteen : Henchman Hank
- 1950 : Pirates of the High Seas (en) de  Spencer Bennet : Shark Wilson, phantom cruiser thug-captain
- 1950 : Cactus Caravan de Will Cowan : Wyoming
- 1950 : Silver Raiders (en) de Wallace Fox : Horn, henchman
- 1950 : Law of the Panhandle (en) de Lewis D. Collins : Rance
- 1950 : Cherokee Uprising (en) de  Lewis D. Collins : Sheriff Conger
- 1950 : Hot Rod de Lewis D. Collins : Roberts
- 1950 : Rustlers on Horseback (en) de Fred C. Brannon : Bill, guard on second floor
- 1950 : Outlaw Gold (en) de  Wallace Fox : Henchman Bull Jackson
- 1950 : La Ruée vers la Californie de  Joseph Kane : Stagecoach passenger
- 1950 : The Du Pont Story (en) de  Wilhelm Thiele : Hamilton Barksdale
- 1951 : Abilene Trail (en) de  Lewis D. Collins : Jack Slavens
- 1951 : Silver City Bonanza (en) de George Blair : Reports rustlers
- 1951 : La Revanche des Sioux (en) (Oh! Susanna) de  Joseph Kane : Trooper Murray
- 1951 : Wanted: Dead or Alive (en) de Thomas Carr : Sheriff Jeff
- 1951 : Canyon Raiders (en) de Lewis D. Collins : Jack Marlin (rustler)
- 1951 : Nevada Badmen (en) de  Lewis D. Collins : Henchman Mert Larkin
- 1951 : Gunplay de Lesley Selander : Dobbs (a thug)
- 1951 : Montana Desperado (en) de  Wallace Fox : Hal Jackson
- 1951 : Stagecoach Driver (en) de Lewis D. Collins : Sheriff
- 1951 : Hurricane Island (en) de  Lew Landers : Rolfe
- 1951 : Bonanza Town (it) de Fred F. Sears : Henchman Flint (segment "West of Dodge City' footage)
- 1951 : Alerte aux hors la loi (en) (Oklahoma Justice) de  Lewis D. Collins : Blackie Martin
- 1951 : Mysterious Island de Spencer Gordon Bennet : Jack Pencroft
- 1951 : Whistling Hills (en) de  Derwin Abrahams : Roger Claine
- 1951 : The Vanishing Outpost (en) de  Ron Ormond : Taggart, (Mark of the Lash stock footage)
- 1951 : Lawless Cowboys (en) de Lewis D. Collins : Paul Maxwell
- 1951 : Purple Heart Diary (en) de Lewis D. Collins : Stark
- 1951 : The Longhorn (en) de Lewis D. Collins : Latimer
- 1951 : Le Gang du Texas (en) (Texas Lawmen) de Lewis D. Collins : Marshal Potter
- 1952 : Texas City (en) de Lewis D. Collins : Henchman Yarnell
- 1952 : La Polka des marins (Sailor Beware) de  Hal Walker : Hospital Corpsman
- 1952 : Night Raiders (en) de  Howard Bretherton : Shériff Ernie Hodkins
- 1952 : Fort Osage (en) de  Lesley Selander : Henchman
- 1952 : Laramie Mountains (it) de Ray Nazarro : Lieutenant Pierce
- 1952 : Kansas Territory (en) de  Lewis D. Collins : Bob Jethro
- 1952 : Sound Off (en) de Richard Quine : Capt. Karger
- 1952 : The Rough, Tough West (it) de Ray Nazarro : Fulton (Big Jack's henchman)
- 1952 : Thundering Caravans (en) de  Harry Keller : Wounded driver
- 1952 : Blackhawk de Spencer Gordon Bennet et Fred F. Sears : Aller
- 1952 : Montana Incident (en) de  Lewis D. Collins : Henchman Crawford
- 1952 : Fargo (en)  de  Lewis D. Collins : Henchman
- 1952 : Canyon Ambush (en)  de  Lewis D. Collins : Henchman Macklin
- 1952 : Les Indomptables (The Lusty Men) de  Nicholas Ray et Robert Parrish : Jim-Bob Tyler
- 1952 : Son of Geronimo: Apache Avenger (en) de Spencer Bennet : Rance Rankin
- 1952 : Capturez cet homme ! (en) (Ride the Man Down) de  Joseph Kane : Henchman
- 1953 : The Great Adventures of Captain Kidd (en) de  Derwin Abrahams : Capt. Culliford
- 1953 :  Les Rebelles de San Antone (en) (San Antone) de Joseph Kane : Cowhand
- 1953 : Old Overland Trail (it) de William Witney : Sergent
- 1953 : Cow Country (en) de  Lesley Selander : Riley
- 1953 : Arena de Richard Fleischer : Employé
- 1954 : Rose-Marie de Mervyn LeRoy : Mountie
- 1954 : Gunfighters of the Northwest (en) de Spencer Bennet et Charles S. Gould : Gale Lynch
- 1954 : Riding with Buffalo Bill (en) de Spencer Bennet : Bill Cody, aka The Riding' Terror
- 1954 : The Lineup (série TV) de Don Siegel : Insp. Fred Asher (1954-1959)
- 1955 : New York confidentiel (New York Confidential) de Russell Rouse
- 1957 : The Night the World Exploded de  Fred F. Sears : General's Aide
- 1962 : Third of a Man de Robert Lewin
- 1962 : Fureur à l'ouest (The Wild Westerners) : Shériff Henry Plummer
- 1968 : They Saved Hitler's Brain (en) (TV) de  David Bradley : Frank Dvorak
- 1963 : The Madmen of Mandoras : Frank Dvorak
- 1964 : Le Crash mystérieux (Fate Is the Hunter) de Ralph Nelson : News reporter
- 1965 : Sur la piste de la grande caravane (The Hallelujah Trail) de   John Sturges : Lt. Carter
- 1967 : La Poursuite des tuniques bleues (A Time for Killing) de Phil Karlson : Stedner
- 1971 : The Hard Ride (en) de Burt Topper : Father Tom
- 1971 : Le Virginien (TV) saison 9 épisode 20 (Tate: Ramrod) : Le Docteur
- 1976 : The Day the Lord Got Busted : Reverend Billy
- 1978 : Legend of the Northwest
- 1978 : Till Death (+ producteur)